# NGC 527-2
NGC 527-2 (другие обозначения — MCG −6-4-22, PGC 5142) — галактика в созвездии Скульптор.
Этот объект не входит в число перечисленных в оригинальной редакции «Нового общего каталога» и был добавлен позднее.
Является компаньоном галактики NGC 527-1.